# سعود بن عبد الرحمن بن ناصر
الأمير سعود بن عبد الرحمن بن ناصر بن عبد العزيز آل سعود نائب أمير منطقة الحدود الشمالية في المملكة العربية السعودية من 5 مايو 2022م إلى 25 يونيو 2023.